# Svanatjärnen (Degerfors socken, Västerbotten, 717290-168476)
Svanatjärnen är en sjö i Vindelns kommun i Västerbotten och ingår i Sävaråns huvudavrinningsområde.